# Temple d'Amon (Debod)
Pour les articles homonymes, voir Temple d'Amon.
Le temple d'Amon, situé à l'origine à Debod, aussi connu comme le temple de Debod, est un temple nubien de l'Égypte antique, datant du IIe siècle avant notre ère, dédié au dieu égyptien Amon. Il a été reconstruit et, en 1972, ouvert au public en Espagne à Madrid dans le parc de l'Ouest, sur la montagne du Prince-Pío, à proximité du palais royal de Madrid.

## Histoire

### Transfert en Espagne

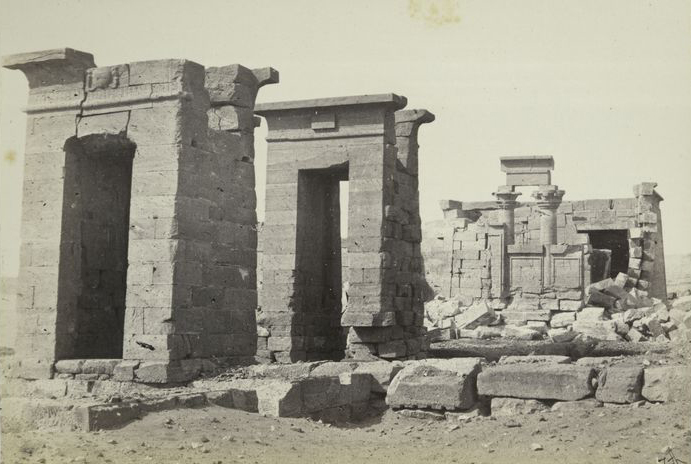
Le temple vers 1862.

Sous la présidence de Gamal Abdel Nasser, l'Égypte se lance, en 1954, dans la construction du haut barrage d'Assouan. Les eaux du lac ainsi généré vont alors engloutir la vallée du Haut-Nil depuis Assouan jusqu'à la cataracte de Dal au Soudan. Cette région connue depuis l'Antiquité sous le nom de Nubie recèle d'importants trésors archéologiques dont de nombreux temples antiques. Aussi, en 1959, les gouvernements égyptien et soudanais demandent de l'aide à l'UNESCO afin de sauver ces sites.
Une vaste campagne internationale pour la sauvegarde des monuments de Nubie est alors engagée. De nombreux sites sont démantelés pour être reconstruits ailleurs dont le temple de Debod en 1960.
L'Espagne participant à cette vaste entreprise internationale, l'Égypte, pour la remercier, lui offre, en 1968, le temple de Debod. De même, les Pays-Bas reçoivent celui de Tafa, les États-Unis d’Amérique, celui de Dendour et l'Italie, celui d'Ellesiya.

## Reconstruction

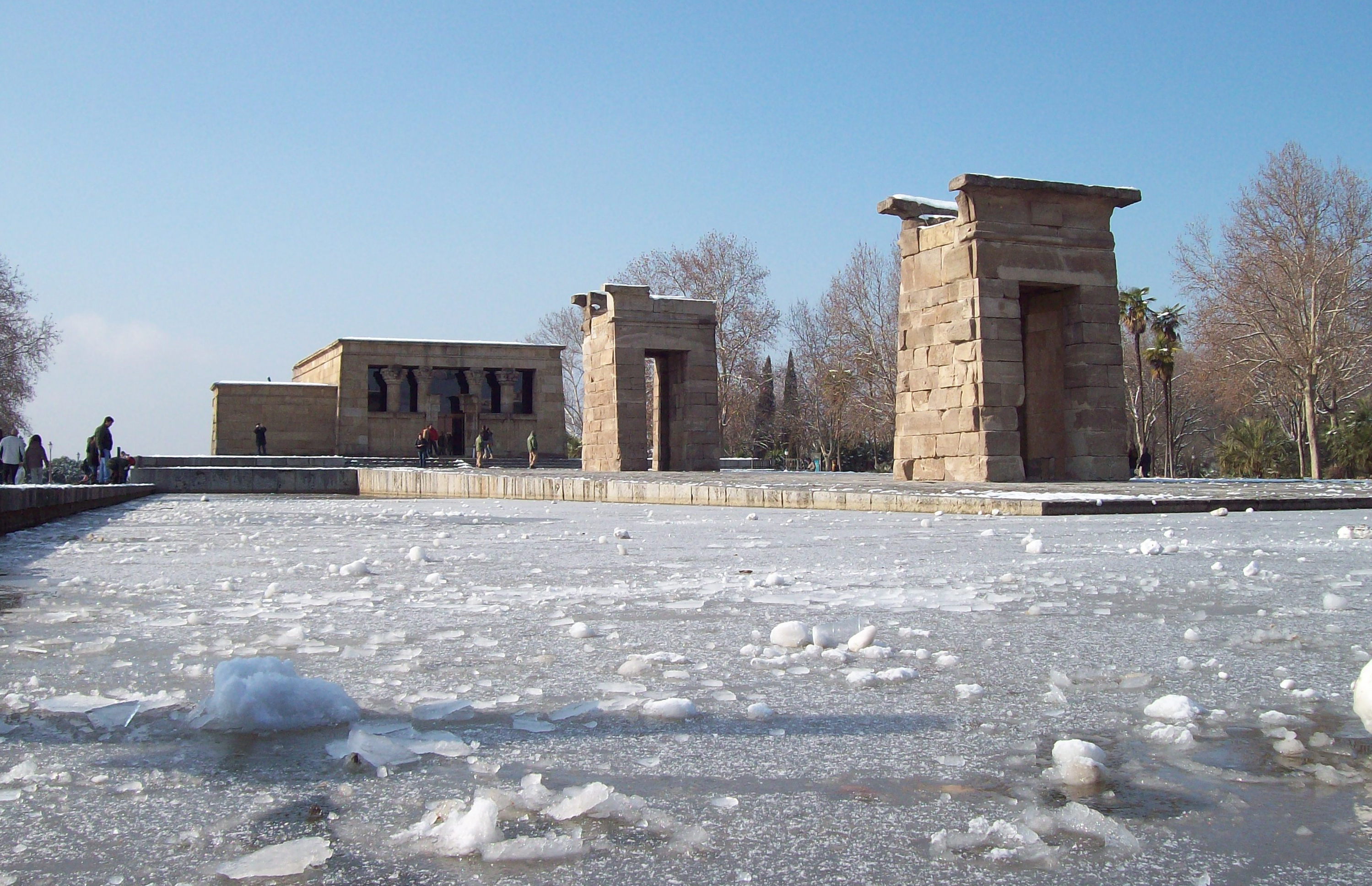
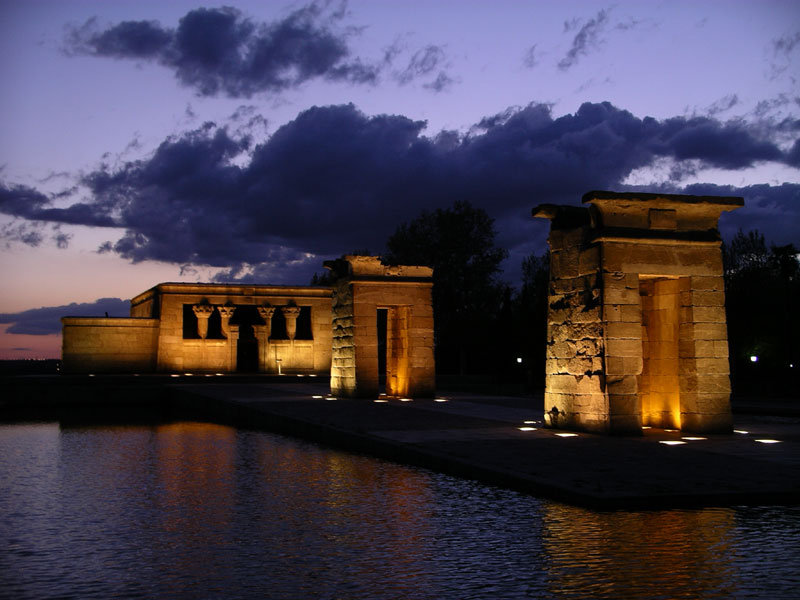
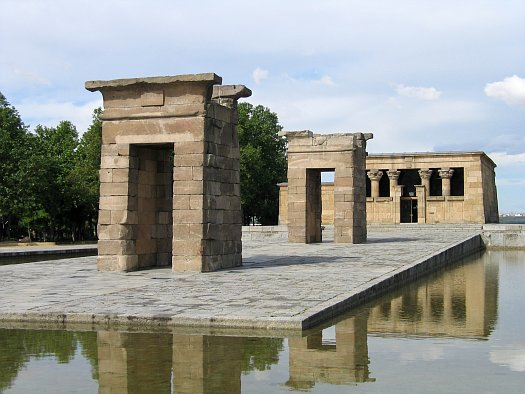
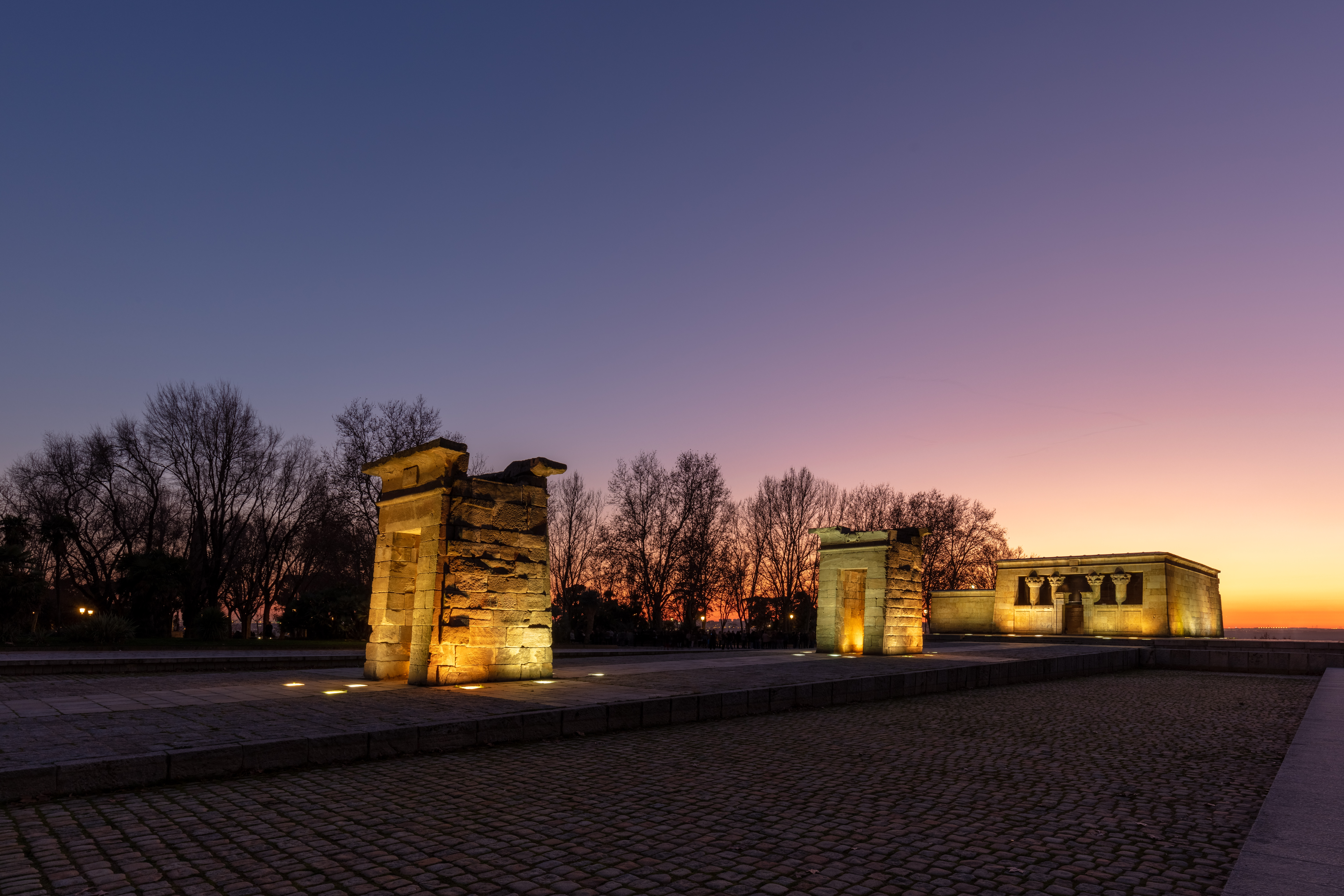

Temple d'Amon reconstruit à Madrid
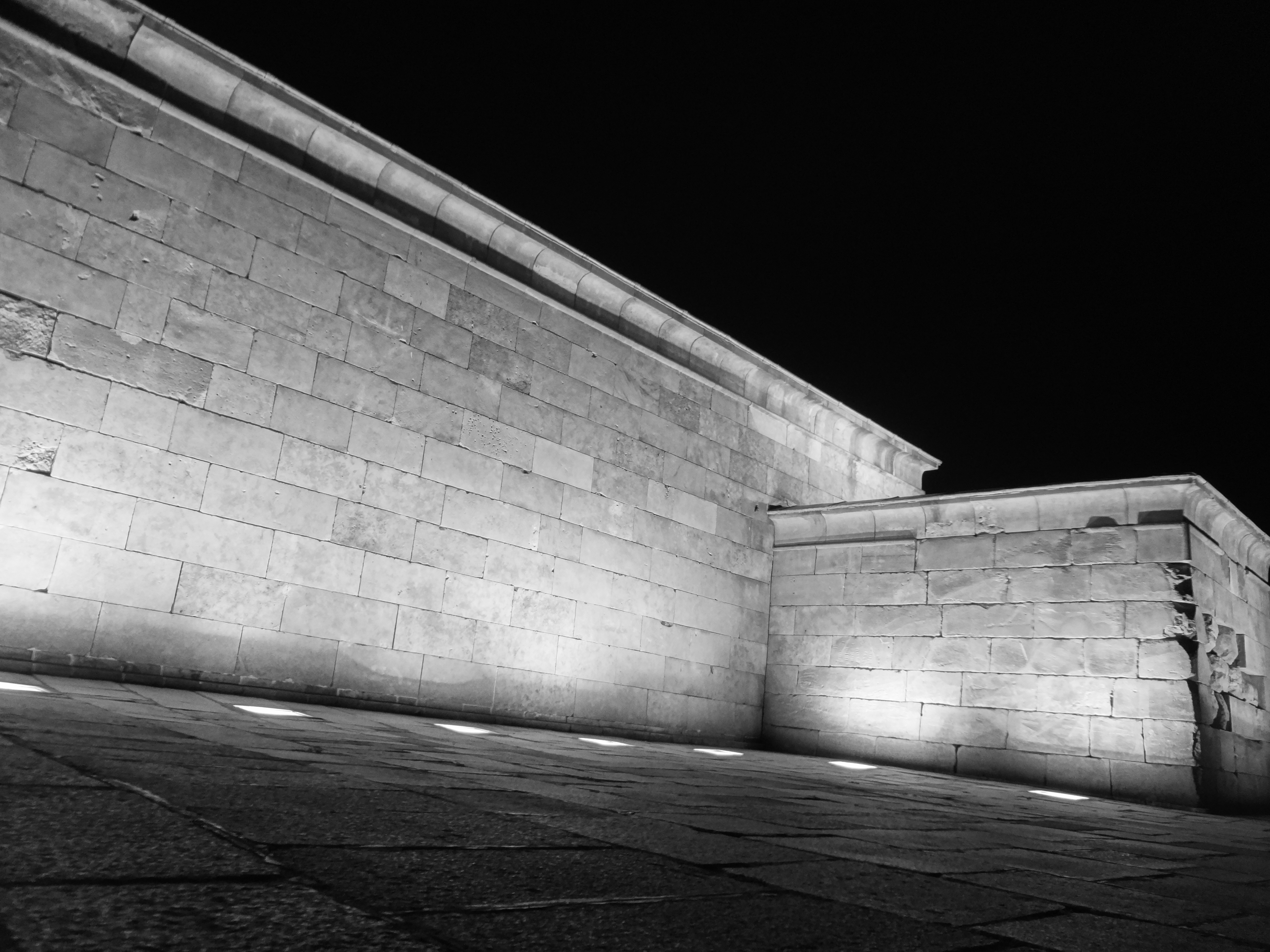
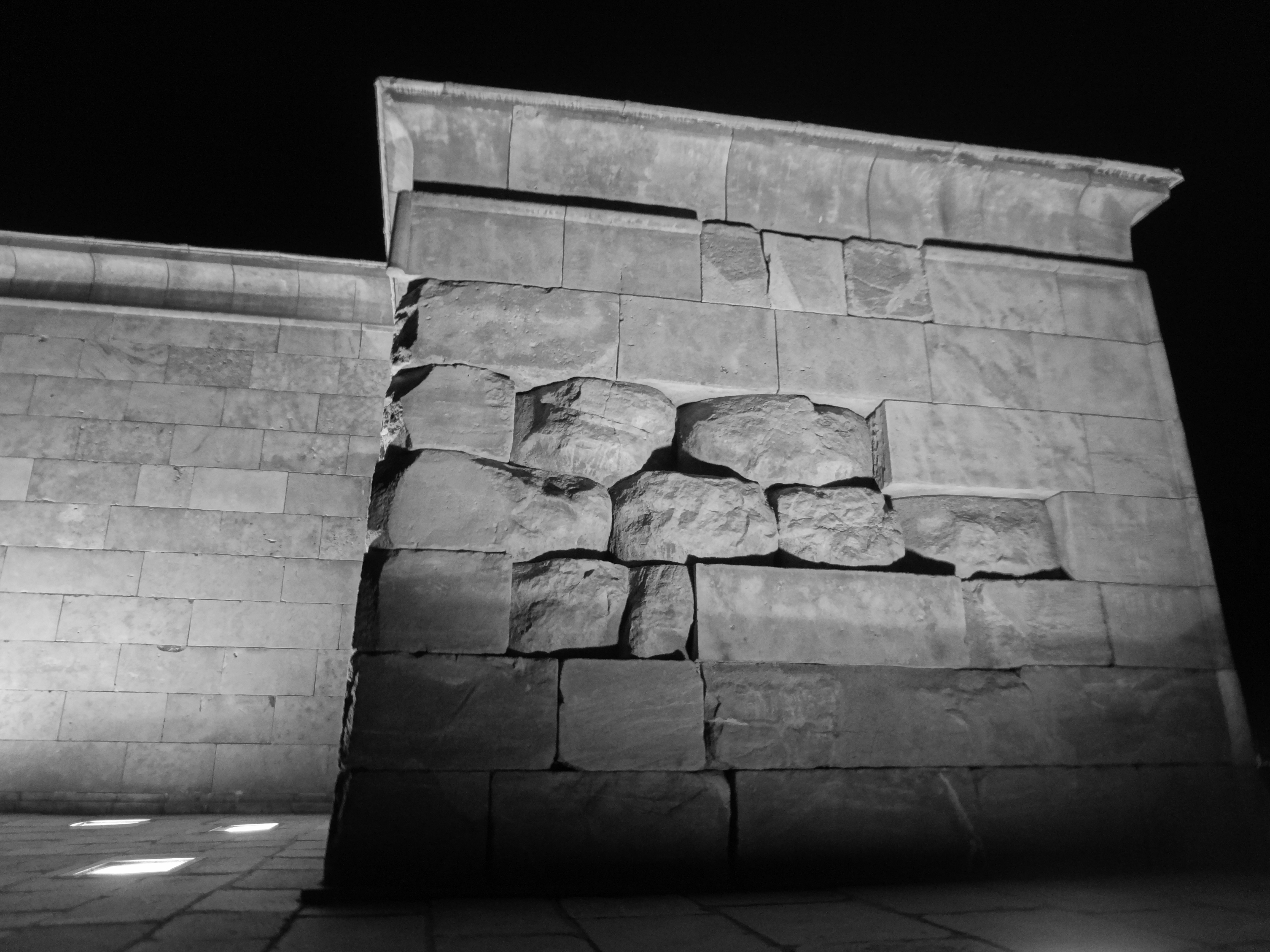

## Protection
Le temple d'Amon est un bien d'intérêt culturel depuis 2008.